# Pentagon Papers
Denna artikel handlar om dokumentsamlingen The Pentagon Papers. Se också den därpå baserade filmen The Pentagon Papers (film).
The Pentagon Papers är en dokumentsamling på sju tusen sidor sammanställd av USA:s försvarsdepartement. De hemligstämplade dokumenten redogör för USA:s inblandning i Vietnamkriget från 1945 till 1971. Dokumenten läcktes 1971 ut av Daniel Ellsberg, tidigare anställd som analytiker vid departementet. Utdrag av dokumenten publicerades som en serie i The New York Times med start den 13 juni samma år.
Dokumenten avslöjade bland annat att regeringen hade planerat att gå in i Vietnam redan när president Lyndon B. Johnson lovade att så inte skulle ske. Det framkom också att det helt saknades planer på att avsluta kriget, och dokumenten kom att bidra till förtroendekrisen för den amerikanska utrikespolitiken.
När New York Times påbörjade publiceringen av dokumenten innebar detta ett stort politiskt hot mot den sittande Nixon-administrationen. På justitieminister John Mitchells inrådan lyckades Nixon få till ett domstolsbeslut mot New York Times vidare publicering av dokumenten. När Washington Post den 18 juni publicerade delar av The Pentagon Papers kontaktades man av biträdande justitieminister William Rehnquist med en uppmaning att upphöra med publiceringen av dokumenten. När tidningen motsatte sig detta sökte justitiedepartementet ett nytt domstolsbeslut, men fick inte detta. Man överklagade då till högsta domstolen, vilket även New York Times gjorde. Den 26 juni föll ett gemensamt utslag för de två fallen där tidningarna med domarröstsiffrorna 6-3 gavs rätten att återuppta publiceringen.

## White house plumbers
De läckta dokumenten och publiceringen ledde direkt till att Nixonadministrationen organiserade en specialutredningsenhet. Dess primära uppgift var att förhindra och reagera på läckor av sekretessbelagd information. Enheten kallade sig själv "The Plumbers", men mer officiellt Special Investigations Unit, och den kom senare att ligga bakom inbrotten i Watergatekomplexet som ledde till Watergateaffären.